# MUSIC, DANCE & LOVE
『MUSIC, DANCE & LOVE』（ミュージック・ダンス・アンド・ラヴ）は、2022年11月16日に発売されたOriginal Love通算20枚目のスタジオ・アルバム。

## 解説
前作『bless You!』以来約3年半振りとなるアルバム。
5,000セット限定の完全生産限定盤は、2021年に開催された22年ぶりの日比谷野外大音楽堂ワンマンライブ「A Change Is Gonna Come ～ Original Love Live At 日比谷野音」の模様を収録したDVDが付属する。
当初は2022年9月21日の発売予定と発表されていたが、同年7月から8月にかけてライブが続いた影響から田島貴男の声が本調子でなくなり、ボーカル録音が当初の予定より遅れたため延期された。

## 収録曲
| #   | タイトル                     | 作詞               | 作曲               | 編曲               | 時間 |
| --- | ---------------------------- | ------------------ | ------------------ | ------------------ | ---- |
| 1.  | 「侵略」                     | 田島貴男           | 田島貴男           | 田島貴男           | 5:20 |
| 2.  | 「Music, Dance & Love」      | 田島貴男           | 田島貴男           | 田島貴男           | 4:33 |
| 3.  | 「優しい手 ～ Gentle Hands」 | 田島貴男 、 TENDRE | 田島貴男 、 TENDRE | 田島貴男 、 TENDRE | 4:16 |
| 4.  | 「フェイバリット」           | 田島貴男           | 田島貴男           | 田島貴男           | 5:06 |
| 5.  | 「ソングライン」             | 田島貴男           | 田島貴男           | 田島貴男           | 3:51 |
| 6.  | 「接吻 (M.D.L. Version)」    | 田島貴男           | 田島貴男           | Ovall              | 4:43 |
| 7.  | 「雨に出かけて」             | 田島貴男           | 田島貴男           | 田島貴男           | 4:42 |
| 8.  | 「月と太陽」                 | 高木祥太           | 田島貴男           | 田島貴男           | 4:53 |
| 9.  | 「Dreams (M.D.L. Version)」  | 田島貴男           | 田島貴男           | 田島貴男           | 4:03 |
| 10. | 「忘れな草」                 | 田島貴男           | 田島貴男           | 田島貴男           | 3:37 |
| 11. | 「ソウルがある」             | 田島貴男           | 田島貴男           | 田島貴男           | 5:02 |

## 完全生産限定盤 DVD 「A Change Is Gonna Come ～ Original Love Live At 日比谷野音」
1. 夜をぶっとばせ
2. 月の裏で会いましょう
3. ラヴァーマン
4. グッディガール
5. 夢を見る人
6. ビッグサンキュー
7. クレイジーラブ（井上陽水のカバー）
8. Dreams
9. I WISH
10. フィエスタ
11. 時差を駆ける想い
12. アクロバットたちよ
13. Bird
14. 接吻
15. ミッドナイト・シャッフル
16. Hum a Tune
17. The Rover
18. LOVE SONG ＜ENCORE＞